# Alfa Romeo Arna
Alfa Romeo Arna – samochód osobowy klasy kompaktowej produkowany przez włoską markę Alfa Romeo w latach 1983–1987. 

## Historia i opis modelu

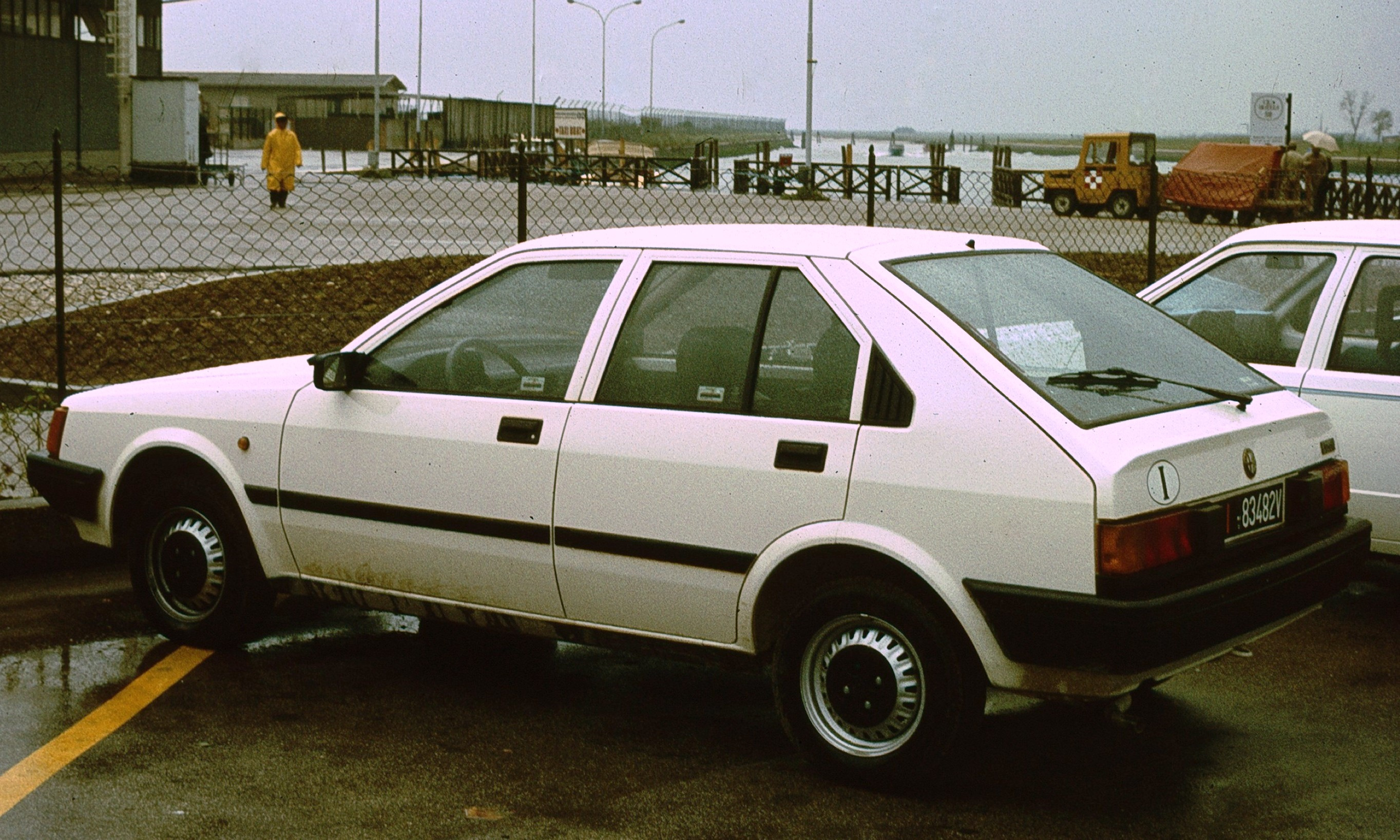
Alfa Romeo Arna - tył

Arna to następca modelu Alfasud. Opracowany przy pomocy firmy Nissan. Dostępny jako 3- lub 5-drzwiowy hatchback. Do napędu używano silników bokser o pojemnościach: 1,2 l, 1,3 l oraz 1,5 l. Moc przenoszona była na oś przednią poprzez 5-biegową manualną skrzynię biegów. Samochód został zastąpiony przez model 33.

### Silnik
- B4 1,5 l (1490 cm³), 2 zawory na cylinder, SOHC
- Średnica × skok tłoka: 84,00 mm × 67,20 mm
- Stopień sprężania: b/d
- Moc maksymalna: 91 KM (67,1 kW) przy 5800 obr./min
- Maksymalny moment obrotowy: b/d

### Osiągi
- Przyspieszenie 0-100 km/h: 10,9 s
- Prędkość maksymalna: 175 km/h